# Ants Laikmaa
Ants Laikmaa (Araste, 5 de mayo de 1866 – Kadarpiku, 14 de diciembre de 1942), fue un pintor estonio.

## Biografía
Ants Laikmaa —hasta 1935 Hans Laipman— nació en la granja Paiba, en la aldea de Araste, parroquia de Märjamaa. Fue el decimotercer hijo de una familia estonia pobre. Asistió a escuelas en Velise, Haapsalu y Lihula. Su madre murió cuando él era un niño. Laikmaa descubrió desde temprano su interés por la pintura. Estudió entre 1891 y 1893 y nuevamente en 1896–97 en la Academia de Bellas Artes de Düsseldorf. Entre 1897 y 1899 trabajó en Düsseldorf y está asociado con la escuela de pintura de Düsseldorf. En otoño de 1899 regresó a Tallin. De 1900 a 1907 trabajó como artista en Tallin y Haapsalu. Sus estudios lo llevaron a Bélgica, Francia, Austria, Finlandia y los Países Bajos. En 1901 organizó la primera exposición de arte estonio en Tallin, seguida por la primera exposición en Tartu en 1906. En 1903 fundó un estudio en Tallin, donde uno de sus alumnos fue Otto Krusten. En 1907 fundó la Asociación de Arte Estonio —Eesti Kunstiselts—.

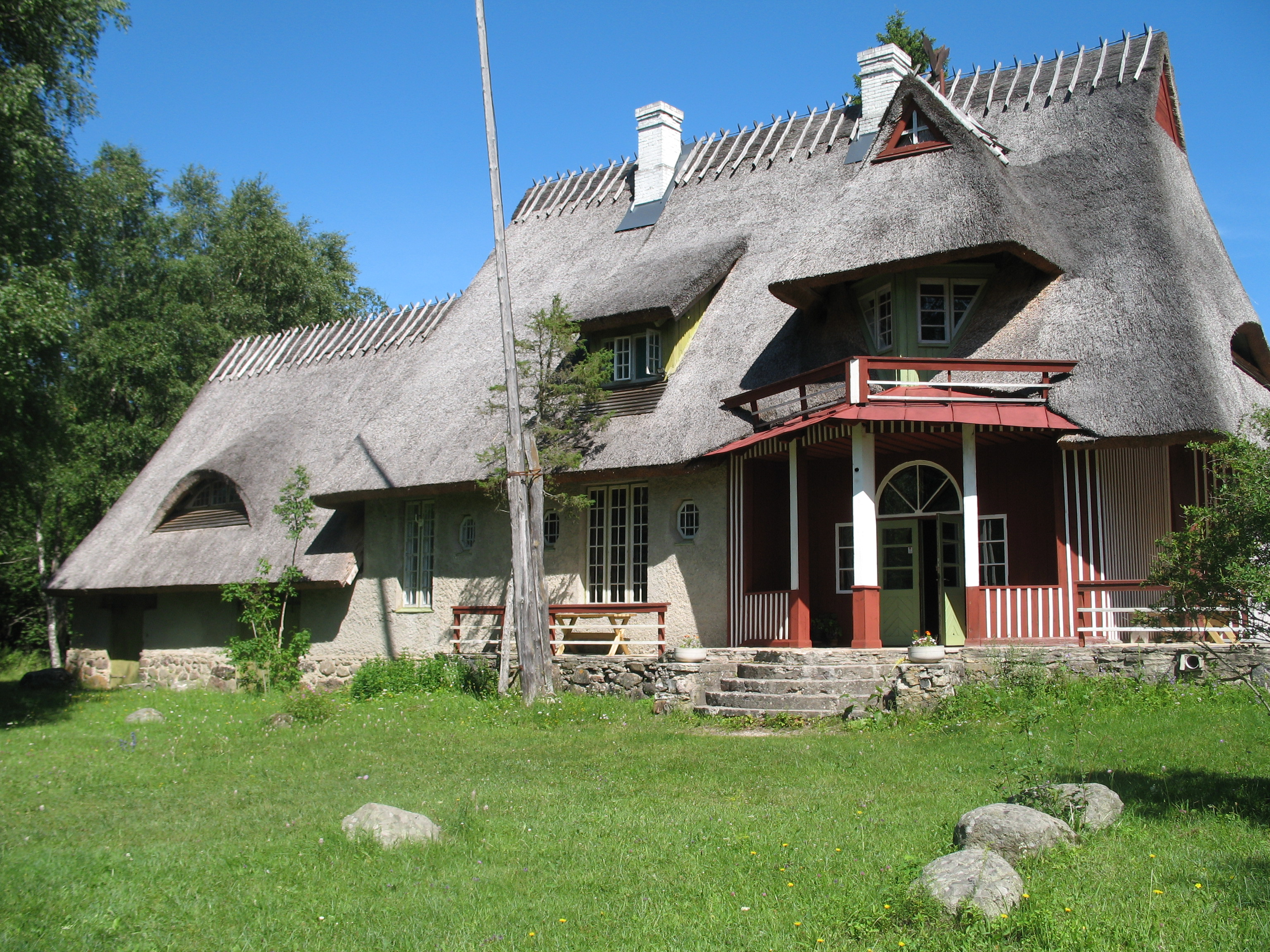
Casa de Laikmaa en Kadarpiku, diseñada por él mismo, ahora museo.

En 1904, Laikmaa, de 38 años, conoció al gran amor de su vida, Marie Under, de 21 años, una de las poetas más reconocidas de la época. Ese mismo año, pintó dos retratos de ella, considerados las obras más conocidas de Laikmaa. Entre 1907 y 1909 residió principalmente en Finlandia. Entre 1909 y 1913 viajó por las principales ciudades artísticas de Europa, y vivió entre 1910 y 1912 en Capri y Túnez. De 1913 a 1931 trabajó como artista independiente y maestro de arte en Tallin. Entre sus alumnos estuvo el político Alfred Rosenberg. En 1927 nació su única hija, Aino Marie —posteriormente Anu Kilpiö, fallecida en 1969—, fruto de su relación con su modelo apodada «Miku». En 1932 se instaló en Taebla, en el condado de Lääne, en su granja en el pueblo de Kadarpiku, diseñada con un parque de siete hectáreas, donde vivió y trabajó hasta el final de su vida. Ants Laikmaa murió en noviembre de 1942 en Kadarpiku, donde también fue enterrado. Permaneció soltero toda su vida. Su granja fue abierta en 1960 como museo dedicado a su vida y obra.

### Trabajo
Ants Laikmaa es conocido principalmente por su pintura al pastel. Introdujo el impresionismo en Estonia y a menudo pintó paisajes, generalmente con colores intensos. También son muy conocidos sus retratos de la élite intelectual y artística de Estonia. Además, fue políticamente activo. Por encima de todo, promovió la formación y difusión del arte estonio y fue uno de los fundadores del Museo Nacional de Estonia —Eesti Rahva Muuseum— en Tartu.